# Giovani Henrique Amorim da Silva
Giovani Henrique Amorim da Silva (Itaquaquecetuba, São Paulo, Brasil; 1 de enero de 2004), conocido solo como Giovani, es un futbolista brasileño. Juega de delantero y su equipo actual es el Al-Sadd de la Liga de fútbol de Catar.

## Trayectoria
Giovani entró a las inferiores del Palmeiras en 2014 y fue promovido al primer equipo en la temporada 2020. Debutó en Palmeiras el 3 de marzo de 2021 en el empate 2-2 ante el Corinthians por el Campeonato Paulista. El 1 de junio renovó su contrato con el club.

## Selección nacional
Fue citado al Campeonato Sudamericano Sub-20 de 2023.

## Estadísticas
Actualizado al último partido disputado el 13 de noviembre de 2022
| Club               | Div.          | Temporada     | Liga  | Liga  | Liga estatal | Liga estatal | Copas nacionales | Copas nacionales | Copas internacionales | Copas internacionales | Total | Total |
| Club               | Div.          | Temporada     | Part. | Goles | Part.        | Goles        | Part.            | Goles            | Part.                 | Goles                 | Part. | Goles |
| ------------------ | ------------- | ------------- | ----- | ----- | ------------ | ------------ | ---------------- | ---------------- | --------------------- | --------------------- | ----- | ----- |
| Palmeiras · Brasil | 1.ª           | 2021          | 3     | 1     | 10           | 0            | 0                | 0                | 1                     | 0                     | 14    | 1     |
| Palmeiras · Brasil | 1.ª           | 2022          | 2     | 0     | 3            | 0            | 0                | 0                | 1                     | 0                     | 6     | 0     |
| Palmeiras · Brasil | Total club    | Total club    | 5     | 1     | 13           | 0            | 0                | 0                | 2                     | 0                     | 20    | 1     |
| Total carrera      | Total carrera | Total carrera | 5     | 1     | 13           | 0            | 0                | 0                | 2                     | 0                     | 20    | 1     |

## Palmarés

### Títulos estatales
| Título              | Club      | País      | Año  |
| ------------------- | --------- | --------- | ---- |
| Campeonato Paulista | Palmeiras | São Paulo | 2022 |

### Títulos nacionales
| Título                          | Club      | País   | Año  |
| ------------------------------- | --------- | ------ | ---- |
| Copa de Brasil                  | Palmeiras | Brasil | 2020 |
| Campeonato Brasileño de Serie A | Palmeiras | Brasil | 2022 |

### Títulos internacionales
| Título                       | Equipo    | Sede     | Año  |
| ---------------------------- | --------- | -------- | ---- |
| Copa Libertadores de América | Palmeiras | Conmebol | 2021 |
| Recopa Sudamericana          | Palmeiras | Conmebol | 2022 |